# Dan Brown
Daniel Gerhard Brown (Exeter, 22 de junho de 1964), conhecido por assinar como Dan Brown, é um escritor norte-americano. Seu primeiro livro, Fortaleza Digital, foi publicado em 1998 nos Estados Unidos. A este, seguiram-se Ponto de Impacto e Anjos e Demônios, a primeira aventura protagonizada pelo simbologista de Harvard, Robert Langdon. Seu maior sucesso foi o polêmico best-seller O Código da Vinci, mas seus outros cinco livros também tiveram uma grande tiragem. Entre seus grandes feitos, está o de conseguir colocar seus quatro primeiros livros simultaneamente na lista de mais vendidos do The New York Times.

## Biografia
Dan Gerhard Brown nasceu em 22 de junho de 1964, em Exeter, New Hampshire. Ele tem uma irmã mais nova, Valerie (nascida em 1968) e um irmão, Gregory (nascido em 1974). Sua mãe Constance (Connie, nascida Gerhard) formou-se como organista de igreja e estudante de música sacra. Seu pai, Richard G. Brown, ensinava matemática para o Ensino Médio na Phillips Exeter Academy, um colégio interno particular, e escreveu o didático best-seller matemático Advanced Mathematics: Precalculus with Discrete Mathematics and Data Analysis, que foi muito utilizado no país.
Dan Brown foi criado como episcopal, e descreveu sua evolução religiosa em uma entrevista de 2009:
“Fui criado como episcopal e era muito religioso quando criança. Então, na oitava ou nona série, estudei astronomia, cosmologia e as origens do universo. Lembro-me de dizer a um ministro: 'Não entendi. Eu li um livro que dizia que houve uma explosão conhecida como Big Bang, mas aqui diz que Deus criou o céu, a Terra e os animais em sete dias. O que é certo? ' Infelizmente, a resposta que recebi foi: 'Bonzinhos, não fazem essa pergunta'. Uma luz se apagou e eu disse: 'A Bíblia não faz sentido. A ciência faz muito mais sentido para mim'. E eu simplesmente gravitei para longe da religião."
 Quando questionado na mesma entrevista sobre suas visões religiosas atuais, Brown respondeu:
"A ironia é que eu realmente fechei o círculo. Quanto mais eu estudava ciência, mais eu via que a física se torna metafísica e os números se tornam números imaginários. Quanto mais você avança na ciência, mais penoso fica o solo. Você começa a dizer , "Oh, há uma ordem e um aspecto espiritual para a ciência."
 Como seus pais eram professores da Phillips Exeter Academy, foram requisitados a viver no campus por diversos anos, então Brown e seus irmãos literalmente foram criados na escola. Na maior parte, o ambiente social foi o cristão. Frequentou a escola dominical, cantando no coral da igreja, e passou seus verões no acampamento da igreja. Seu próprio estudo foi em escolas públicas em Exeter até à 9ª série, até se matricular em Phillips Exeter, assim como seus irmãos mais novos Valerie e Gregory quando chegaram suas vezes.
O interesse de Brown por segredos e quebra-cabeças vem da presença destes em sua casa quando criança, onde códigos e cifras eram o eixo que ligava a matemática, a música e as línguas em que seus pais trabalhavam. O jovem Brown passou horas elaborando anagramas e palavras cruzadas, e ele e seus irmãos participaram de elaboradas caças ao tesouro planejadas por seu pai em aniversários e feriados. No Natal, por exemplo, Brown e seus irmãos não encontraram presentes debaixo da árvore, mas seguiram um mapa do tesouro com códigos e pistas por toda a casa e até mesmo pela cidade para encontrar os presentes. O relacionamento de Brown com seu pai inspirou o de Sophie Neveu e Jacques Saunière em O Código Da Vinci, e o Capítulo 23 desse romance foi inspirado por uma de suas caças ao tesouro de infância.
Após a graduação na Phillips Exeter em 1982, Brown entrou para o Amherst College, onde foi membro da Fraternidade Psi Upsilon, junto com o renomado autor Harlan Coben. Durante seu primeiro ano em Amherst, foi à Europa para estudar história da arte na Universidade de Sevilha, Espanha, onde começou a estudar seriamente os trabalhos de Leonardo Da Vinci, que mais tarde teriam importância crucial em um de seus romances.
Dan foi casado com a pintora e historiadora da arte Blythe Newlon, que colabora nas pesquisas de seus livros. Ele mora na Nova Inglaterra, nos Estados Unidos.

## Carreira literária

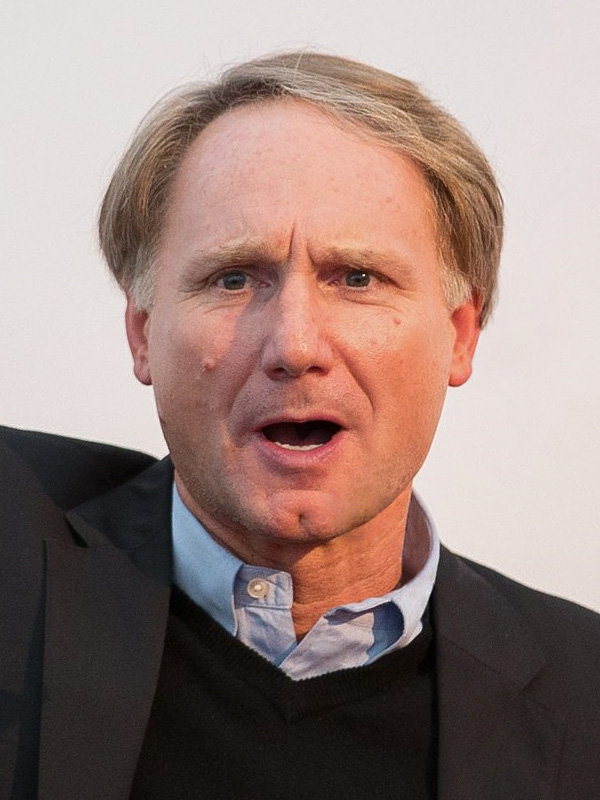
Dan Brown em 2015

Foi considerado pela revista Time uma das 100 pessoas mais influentes do mundo, com seus livros publicados em mais de 50 línguas.
Seus romances são caças ao tesouro que geralmente acontecem durante um período de 24 horas. Eles apresentam temas recorrentes de criptografia, arte e teorias da conspiração. Seus livros foram traduzidos para 57 idiomas e, em 2012, venderam mais de 200 milhões de cópias. Três deles, Anjos e Demônios, O Código Da Vinci e Inferno, foram adaptados para o cinema.
Os romances de Robert Langdon estão profundamente envolvidos com temas cristãos e fatos históricos e, como resultado, geraram polêmica. Brown declara em seu site que seus livros não são anticristãos e que ele mesmo está em uma "constante jornada espiritual"
Brown afirma que seu livro O Código Da Vinci é simplesmente "uma história divertida que promove discussão espiritual e debate "e sugere que o livro pode ser usado" como um catalisador positivo para a introspecção e exploração de nossa fé."

### Inicio
Enquanto estava de férias no Taiti em 1993, Brown leu o romance de Sidney Sheldon, The Doomsday Conspiracy (Juízo Final), e foi inspirado a se tornar um escritor de thrillers. Ele começou então a trabalhar em Fortaleza Digital, estabelecendo grande parte dele em Sevilha, onde estudou em 1985. Brown também co-escreveu um livro de humor com sua esposa, 187 Homens a Evitar: Um Guia de Sobrevivência para a Mulher Romanticamente Frustrada, sob o pseudônimo "Danielle Brown". O perfil do autor do livro diz: "Danielle Brown vive atualmente na Nova Inglaterra: lecionando, escrevendo livros e evitando os homens." Os direitos autorais do livro são atribuídos a Brown.
Em 1996, Brown parou de ensinar para se tornar um escritor em tempo integral. "Digital Fortress" (Fortaleza Digital) foi publicado em 1998. Sua esposa Blythe fez grande parte da promoção do livro, escrevendo comunicados à imprensa, agendando Brown em talk shows e marcando entrevistas para a imprensa. Poucos meses depois, Brown e sua esposa lançaram "The Bald Book", outro livro de humor. Foi oficialmente creditado a sua esposa, embora um representante do editor tenha dito que foi escrito principalmente por Brown. Brown subsequentemente escreveu "Angels & Demons" (Anjos e Demonios) e "Deception Point" (Ponto de Impacto), lançados em 2000 e 2001 respectivamente, o primeiro dos quais foi o primeiro a apresentar o personagem principal, o especialista em simbologia de Harvard, Robert Langdon.

### Sucesso
Os três primeiros romances de Brown tiveram pouco sucesso, com menos de 10.000 cópias em cada uma de suas primeiras edições. Seu quarto romance, O Código Da Vinci, se tornou um best-seller, chegando ao topo da lista dos mais vendidos do New York Times durante sua primeira semana de lançamento em 2003. É um dos livros mais populares de todos os tempos, com 81 milhões de cópias vendido em todo o mundo a partir de 2009. Seu sucesso ajudou a impulsionar as vendas dos livros anteriores de Brown.
Em 2004, todos os quatro de seus romances estavam na lista do New York Times na mesma semana, e, em 2005, ele entrou na lista das 100 pessoas mais influentes do ano da revista Time. A revista Forbes colocou Brown em 12º lugar na lista "Celebrity 100" de 2005 e estimou sua renda anual em US $ 76,5 milhões. De acordo com o artigo publicado no The Times, a receita estimada de Brown após as vendas do Código Da Vinci é de US $ 250 milhões. O terceiro romance de Brown com Robert Langdon, The Lost Symbol (O Símbolo Perdido), foi lançado em 15 de setembro de 2009. De acordo com a editora, em seu primeiro dia o livro vendeu mais de um milhão em versões de capa dura e e-book nos Estados Unidos, Reino Unido e Canadá, solicitando a impressão de 600.000 cópias em capa dura, além dos cinco milhões na primeira impressão.
A história se passa em Washington D.C. ao longo de um período de doze horas e apresenta os maçons. O livro também inclui muitos elementos que fizeram de O Código Da Vinci um best-seller número um.
O site promocional de Brown afirma que os quebra-cabeças escondidos na capa do livro de O Código Da Vinci, incluindo duas referências à escultura de Kryptos na sede da CIA em Langley, Virgínia, dão dicas sobre a sequência (O Símbolo Perdido). Brown adotou um tema relevante em alguns de seus trabalhos anteriores.
Quarto romance de Brown com Robert Langdon, "Inferno" é um romance de suspense de mistério lançado em 14 de maio de 2013, pela Doubleday. Ele ficou em primeiro lugar na lista dos mais vendidos do New York Times nas primeiras 11 semanas de seu lançamento, vendendo mais de 1,4 milhão de cópias apenas nos Estados Unidos.
Em uma entrevista de 2006, Brown afirmou que tinha ideias para cerca de 12 livros futuros com Robert Langdon.

#### Curiosidades
Os personagens dos livros de Brown costumam receber nomes de pessoas reais de sua vida. Robert Langdon deve o seu nome a John Langdon, o artista que criou os ambigramas usados no CD e no romance Angels & Demons. Camerlengo Carlo Ventresca deve o seu nome a Carla Ventresca, amiga cartunista de On Claire Day. Nos arquivos do Vaticano, Langdon se lembra do casamento de duas pessoas chamadas Dick e Connie, nomes de seus pais. O editor de Robert Langdon, Jonas Faukman, deve o seu nome ao editor da vida real de Brown, Jason Kaufman. Brown também disse que os personagens foram baseados em um bibliotecário de New Hampshire e um professor de francês em Exeter, André Vernet. O cardeal Aldo Baggia, em Angels & Demons, deve o seu nome a Aldo Baggia, instrutor de línguas modernas na Phillips Exeter Academy.
Em entrevistas, Brown disse que sua esposa, Blythe, é uma historiadora de arte e pintora. Quando se conheceram, ela era a Diretora de Desenvolvimento Artístico da National Academy for Songwriters em Los Angeles. Durante o processo de 2006 sobre suposta violação de direitos autorais no Código Da Vinci, informações foram apresentadas no julgamento que mostraram que Blythe fez pesquisas para o livro. Em um artigo, ela foi descrita como "pesquisadora-chefe." 
Doubleday publicou seu sétimo livro, Origin (Origem), em 3 de outubro de 2017. É o quinto livro de sua série de Robert Langdon.

### Recepção
O estilo de escrita em prosa de Brown foi criticado como desajeitado, com O Código Da Vinci sendo descrito como 'cometendo erros de estilo, e escolha de palavras em quase todos os parágrafos'. Em seu documentário de 2005 para o Channel 4, The Real Da Vinci Code, o autor e apresentador Tony Robinson criticou tanto a exatidão da pesquisa histórica do autor, quanto a própria escrita, considerando que o livro não é bem escrito. Muitas das críticas foram centradas na afirmação de Brown em seu prefácio de que o romance é baseado em fatos em relação ao Opus Dei e ao Priorado de Sião, e que "todas as descrições de obras de arte, arquitetura, documentos e rituais secretos no romance são precisos".

#### O Código Da Vinci
É o seu maior sucesso, vendeu mais de 80 milhões de exemplares em todo o mundo (até 2009), tornando-se um dos livros mais vendidos de todos os tempos. Aborda temas como prelados, seitas e fraternidades, como o 'Priorado de Sião', a Opus Dei e a Maçonaria.
Robert Langdon ganhou este nome por causa de John Langdon, o artista que criou o ambigrama da capa americana de Anjos e Demônios. O nome do editor de Robert Langdon, Jonas Faukman, é uma brincadeira com Jason Kaufman, editor de Brown na editora americana Doubleday. Leigh Teabing é uma homenagem aos autores de O Santo Graal e a Linhagem Sagrada, Richard Leigh e Michael Baigent (Teabing é anagrama de Baigent).[carece de fontes?]

### Influencias e Hábitos
Além de Sidney Sheldon, Brown tem falado bastante sobre uma série de outras influências literárias que inspiraram sua escrita.
Elementos recorrentes que Brown prefere incorporar em seus romances incluem um herói simples retirado de seu ambiente familiar e empurrado para um novo com o qual ele não está familiarizado, uma atraente parceira / interesse amoroso, uma viagem ao exterior, perigo iminente de um vilão perseguidor, antagonistas que têm uma deficiência ou transtorno genérico e um período de 24 horas em que a história se passa.
O trabalho de Brown é fortemente influenciado pelo acadêmico Joseph Campbell, que escreveu extensivamente sobre mitologia e religião e foi muito influente no campo do roteiro. Brown também afirma ter baseado o personagem de Robert Langdon em Campbell.
O diretor Alfred Hitchcock parece ser outra influência importante em Brown. Como Hitchcock, o escritor favorece enredos carregados de suspense envolvendo um homem inocente de meia-idade perseguido por inimigos mortais, cenários estrangeiros glamorosos, cenas importantes ambientadas em destinos turísticos, um elenco de personagens ricos e excêntricos, ajudantes femininas jovens e curvilíneas, catolicismo e MacGuffins
Brown escreve em seu loft. Ele disse aos fãs que usa terapia de inversão para ajudar no bloqueio do escritor. Ele usa botas de gravidade e diz: "ficar pendurado de cabeça para baixo parece me ajudar a resolver os desafios da trama, mudando toda a minha perspectiva".

## Controvérsias

### Casos de Violação de Direitos Autorais

#### Lewis Perdue
Em agosto de 2005, o autor Lewis Perdue processou Brown por plágio, sem sucesso, com base na alegada semelhança entre O Código Da Vinci e seus romances, O Legado da Vinci (1983) e A Filha de Deus (2000). O juiz George B. Daniels disse, em parte: "Um observador leigo médio razoável não concluiria que O Código Da Vinci é substancialmente semelhante à Filha de Deus."

#### Michael Baigent e Richard Leigh
Em abril de 2006, a editora de Brown, Random House, ganhou um caso de violação de direitos autorais movido pelos autores Michael Baigent e Richard Leigh, que alegaram que Brown roubou ideias de seu livro de 1982, Holy Blood Holy Grail, para seu romance de 2003, O Código Da Vinci. Foi no livro Holy Blood Holy Grail que Baigent, Leigh e o co-autor Henry Lincoln propuseram a teoria de que Jesus e Maria Madalena se casaram e tiveram um filho e que a linhagem continua até hoje. Brown aparentemente fez alusão aos nomes dos dois autores em seu livro. Leigh Teabing, um personagem principal tanto no romance quanto no filme, usa o nome de Leigh como o primeiro nome, e anagramaticamente deriva seu sobrenome do de Baigent. O Sr. Juiz Peter Smith deu parecer a favor de Brown no caso, e como uma diversão particular, incorporou seu próprio código Smithy no julgamento escrito.
Em 28 de março de 2007, a editora de Brown, Random House, ganhou uma apelação do caso de violação de direitos autorais. O Tribunal de Apelação da Inglaterra e País de Gales rejeitou os esforços de Baigent e Leigh, que se tornaram responsáveis pelo pagamento de despesas legais de quase US $ 6 milhões.

#### Jack Dunn
Brown foi processado duas vezes em tribunais federais dos Estados Unidos pelo autor Jack Dunn, que afirmou que Brown copiou grande parte de seu livro The Vatican Boys para escrever O Código Da Vinci (2006–07) e Anjos e Demônios (2011-12). Ambos os processos não foram autorizados a ir a um julgamento com júri. Em 2017, em Londres, outra reclamação foi iniciada contra Brown por Jack Dunn, que alegou que a justiça não foi feita nas ações judiciais dos EUA.

### Vaticano contraO Código Da Vinci
O livro foi condenado por alguns membros da Igreja Católica desde a produção da adaptação cinematográfica de mesmo nome.
O cardeal Tarcisio Bertone em 2005 então vice-presidente da Congregação para a Doutrina da Fé, lançou na época conferências públicas, intituladas "Uma história sem História", sobre em sua visão, "os erros vergonhosos e infundados" do livro. o cardeal afirmou que a iniciativa teria sido dele e não a mando superior, ele declarou:
Não leiam nem comprem O Código Da Vinci (...) Não se pode escrever um romance que deforma os fatos históricos, maldizendo ou difamando personagens que devem seu prestígio e sua fama justamente à história da igreja e da humanidade.
Em 2006, na época do lançamento do filme baseado no livro, o arcebispo Angelo Amato (Secretário-Geral da Congregação para a Doutrina da Fé, 2002-2008) desclarou:
Espero que vocês boicotem o filme. (...) O livro foi um imenso sucesso em parte por causa da extrema pobreza cultural de um bom número de cristãos fiéis. (...) Se tais mentiras e enganos tivessem sido dirigidos contra o Alcorão ou o Holocausto, eles teriam provocado, justificadamente, um levante mundial. Porém, quando são dirigidos contra a Igreja e os cristãos, propagam-se impunemente.

## Caridade
Em outubro de 2004, Brown e seus irmãos doaram US $ 2,2 milhões para a Phillips Exeter Academy em homenagem a seu pai, para estabelecer a Fundação de Tecnologia Richard G. Brown para ajudar a "fornecer computadores e equipamentos de alta tecnologia para alunos necessitados".
Em 14 de abril de 2011, Dan Brown e sua esposa, Blythe Newlon Brown, criaram um fundo de bolsa de estudos para comemorar sua 25ª reunião do Amherst College, um fundo de bolsa de estudos permanentemente doado na faculdade cuja renda fornece ajuda financeira para alunos, com preferência para os ingressantes alunos com interesse em escrever.
Em 16 de junho de 2016, Dan Brown doou US $ 337.000 à Biblioteca Ritman em Amsterdã para digitalizar uma coleção de livros antigos.

## Vida Pessoal
Em 2019, após 21 anos de casamento, Brown e sua esposa se divorciaram acrimoniosamente, com o acordo financeiro ainda a ser concluído devido às alegadas infidelidades de Brown durante a última parte de seu casamento.

## Obras

### Série deRobert Langdon
| Ano  | Título original       | Título no Brasil  | Título em Portugal | Notas                                      |
| ---- | --------------------- | ----------------- | ------------------ | ------------------------------------------ |
| 2000 | Angels & Demons       | Anjos e Demônios  | Anjos e Demônios   | Adaptado para cinema, em 2009              |
| 2003 | The Da Vinci Code     | O Código Da Vinci | O Código Da Vinci  | Adaptado para cinema, em 2006              |
| 2009 | The Lost Symbol       | O Símbolo Perdido | O Símbolo Perdido  | Adaptado para o streaming (série), em 2021 |
| 2013 | Inferno               | Inferno           | Inferno            | Adaptado para cinema, em 2016              |
| 2017 | Origin                | Origem            | Origem             |                                            |
| 2025 | The Secret of Secrets | O Segredo Final   | O Segredo Final    |                                            |

### Livros isolados
| Ano  | Título original  | Título no Brasil  | Título em Portugal | Notas |
| ---- | ---------------- | ----------------- | ------------------ | ----- |
| 1998 | Digital Fortress | Fortaleza Digital | Fortaleza Digital  |       |
| 2001 | Deception Point  | Ponto de Impacto  | A Conspiração      |       |

## Adaptações

### Cinema
- The Da Vinci Code (O Código Da Vinci) - 2006

- Angels & Demons (Anjos e Demónios (título em Portugal) ou Anjos e Demônios (título no Brasil)) - 2009

- Inferno - 2016

### Televisão/Streaming
- O Símbolo Perdido wiki-en (2021)

Em 2021 o serviço de streaming Peacock, adaptou o livro de mesmo nome. A série teve o ator Ashley Zukerman no papel do Robert Langdon, que antes era interpretado por Tom Hanks no cinema. Estreou em 26 de setembro de 2021 e a 1ª temporada teve 10 episódios.